# 出家 (佛教)
出家（羅馬化：pravrajyā），音譯波吠儞野，或稱從釋（跟從釋迦牟尼佛），佛教術語，起源自古印度宗教沙門傳統，指一個人離開自己家庭與世俗職業，全心投入宗教修行的行為。在佛教中，出家意指一個人放棄世俗的身份，宣誓加入僧團，遵守僧團戒律的行為，這樣的個人稱爲出家人，或沙門、僧等。

## 概論
在古印度的婆羅門教中，將一個人的一生分為四個階段：(一)梵行期（梵 brahmacārin），又稱學生期。兒童成長至一定年齡，則離家從師，學習吠陀，熟悉祭祀儀式。(二)家住期（梵 grhastha），此時期以經營世俗生活為主，如結婚、就業等。(三)林棲期（梵 vānaprastha），年事漸長，棄家隱居森林，從事各種苦行，鍛鍊身心，為靈魂解脫作準備。(四)遁世期（梵 sannyāsin），捨棄一切財富，雲遊四方，乞食為生，嚴守五戒（不殺生、不妄語、不偷盜、忍耐、離欲），置生死於度外，以期獲得解脫。在《摩奴法典》中有相關記載。
在印度東方，釋迦牟尼佛的僧團也同樣遵循沙門傳統，放棄了世俗職業，以乞食為生，專注於修行解脫。
佛教制度中，將信眾分為出家眾，與在家眾二者。出家眾指經過出家儀式，全心投入修行的人。出家眾以受過具足戒的人為主體，男性稱比丘，女性稱比丘尼。除了比丘與比丘尼之外，因為年紀太小，不能受具足戒的，可以僅受五戒與十戒，以沙彌或沙彌尼的身份加入僧團。此外，根據律藏規定，女性在成為正式比丘尼之前，要先經過二年式叉摩那的階段。